# Ancylotropis malmeana
Ancylotropis malmeana es una especie de Magnoliopsida del género Ancylotropis, de la familia Polygalaceae, del orden Fabales.

## Distribución
Ancylotropis malmeana se distribuye por Bolivia (Santa Cruz) y Brasil (Mato Grosso).

## Taxonomía
Fue descrita científicamente por (Chodat) B.Eriksen. Fue publicado por primera vez en Eriksen, B. (1993). In: Pl. Syst. Evol., 186(1-2): 49.